# Station Edegem
Het station Edegem is een voormalig spoorwegstation in de gemeente Edegem tussen het station Mortsel-Oude-God en het eveneens voormalig station Kontich-Dorp op de voormalige spoorlijn 61 (Antwerpen - Aalst).
0,0: Kontich ·
2,0: Edegem ·
3,8: Kontich-Dorp ·
8,8: Reet ·
12,1: Boom-Krekelenberg ·
14,0: Boom ·
18,5: Willebroek ·
21,7: Tisselt-West ·
26,1: Londerzeel-Oost ·
27,5: Londerzeel ·
30,7: Steenhuffel ·
34,2: Peizegem ·
37,4: Opwijk ·
40,3: Nijverseel ·
41,8: Baardegem ·
44,2: Moorsel ·
46,2: Mijlbeke ·
49,3: Aalst